# Gran Premio della Malesia 2014
Il Gran Premio della Malesia 2014 è stata la seconda prova della stagione 2014 del campionato mondiale di Formula 1. La gara, disputatasi domenica 30 marzo 2014 sul circuito di Sepang, nelle vicinanze dalla capitale malese Kuala Lumpur, è stata vinta da Lewis Hamilton su Mercedes, al suo ventitreesimo successo nel mondiale. Hamilton ha preceduto sul traguardo il suo compagno di squadra, Nico Rosberg e Sebastian Vettel su Red Bull Racing-Renault.
Lewis Hamilton ha conquistato il primo Grand Chelem della sua carriera in F1, ottenendo la pole position, il giro più veloce in gara e la vittoria conducendo il gran premio per tutti i giri.

## Vigilia

### Aspetti tecnici
La Pirelli, fornitrice unica degli pneumatici, ha deciso di portare per questa gara gomme di tipo medio e di tipo duro.
La pista viene leggermente modificata in alcuni cordoli e levando l'erba artificiale nella parte esterna di talune curve. La FIA conferma le stesse due zone dell'edizione 2013 ove si potrà impiegare il DRS: il meccanismo verrà utilizzato su i due lunghi rettilinei, quello d'arrivo e quello prima dell'ultima curva. I punti per la determinazione del distacco fra i piloti sono fissati, rispettivamente, alla curva 15 e alla curva 12.

### Aspetti sportivi
L'ex pilota britannico Martin Donnelly è indicato dalla Federazione come commissario aggiunto per la gara. Donnelly ha già svolto in passato tale funzione, l'ultima volta al Gran Premio di Abu Dhabi 2013.
Prima della gara è stato osservato un minuto di silenzio in ricordo delle vittime dell'incidente aereo del volo Malaysia Airlines 370, avvenuto l'8 marzo.

## Prove

### Resoconto
La prima sessione ha visto prevalere per 152 millesimi Lewis Hamilton della Mercedes su Kimi Räikkönen della Ferrari. I due sono stati gli unici piloti a scendere al di sotto del muro dell'1'40". Al terzo posto ha chiuso l'altro pilota della casa tedesca Nico Rosberg. Le Lotus hanno registrato grossi problemi tecnici, tanto da non riuscire a far segnare nessun tempo cronometrato: Romain Grosjean ha dovuto abbandonare la sua vettura in pista, così come Pastor Maldonado che si è fermato lungo il tracciato per un guasto al turbo. Anche Sergio Pérez non ha potuto svolgere nessun giro veloce a causa di un problema al propulsore.
Nella sessione pomeridiana del venerdì è stato Rosberg il più rapido, mentre ha confermato il secondo posto Kimi Räikkönen; al terzo posto si è inserito Sebastian Vettel. Tutti e tre sono riusciti a far segnare un tempo inferiore all'1'40". La Red Bull presenta però un certo degradamento delle gomme su percorrenze più lunghe. Romain Grosjean ha ancora accusato problemi al cambio della Lotus E22; il suo compagno di team, Pastor Maldonado non è riuscito anche in questa sessione a compiere nessun giro, così come il giapponese Kamui Kobayashi.
Durante le prove libere si è registrato un guasto al flussometro per il controllo dell'afflusso di carburante posto sulla Red Bull Racing di Daniel Ricciardo. Un'irregolarità sul suo utilizzo aveva portato alla squalifica di Ricciardo, giunto secondo nel Gran Premio d'Australia.
Le Mercedes si sono confermate le più rapide anche nella sessione del sabato. Nico Rosberg ha preceduto il suo compagno di scuderia Lewis Hamilton per circa due decimi. Il terzo della graduatoria, Kimi Räikkönen, è staccato di oltre un secondo da Rosberg. Sono finalmente riuscite a compiere dei giri le Lotus, mentre hanno subito dei problemi tecnici le due McLaren.

### Risultati
Nella prima sessione del venerdì si è avuta questa situazione:
| Pos | Nº | Pilota         | Costruttore | Tempo    | Gap    | Giri |
| --- | -- | -------------- | ----------- | -------- | ------ | ---- |
| 1   | 44 | Lewis Hamilton | Mercedes    | 1'40"691 |        | 19   |
| 2   | 7  | Kimi Räikkönen | Ferrari     | 1'40"843 | +0"152 | 20   |
| 3   | 6  | Nico Rosberg   | Mercedes    | 1'41"028 | +0"337 | 19   |

Nella seconda sessione del venerdì si è avuta questa situazione:
| Pos | Nº | Pilota           | Costruttore             | Tempo    | Gap    | Giri |
| --- | -- | ---------------- | ----------------------- | -------- | ------ | ---- |
| 1   | 6  | Nico Rosberg     | Mercedes                | 1'39"909 |        | 30   |
| 2   | 7  | Kimi Räikkönen   | Ferrari                 | 1'39"944 | +0"035 | 30   |
| 3   | 1  | Sebastian Vettel | Red Bull Racing-Renault | 1'39"970 | +0"061 | 30   |

Nella sessione del sabato si è avuta questa situazione:
| Pos | Nº | Pilota         | Costruttore | Tempo    | Gap    | Giri |
| --- | -- | -------------- | ----------- | -------- | ------ | ---- |
| 1   | 6  | Nico Rosberg   | Mercedes    | 1'39"008 |        | 13   |
| 2   | 44 | Lewis Hamilton | Mercedes    | 1'39"240 | +0"232 | 13   |
| 3   | 7  | Kimi Räikkönen | Ferrari     | 1'40"156 | +1"148 | 13   |

## Qualifiche

### Resoconto
La forte pioggia del pomeriggio costringe gli organizzatori a posticipare l'inizio delle qualifiche inizialmente di 15 minuti, poi di un ulteriore quarto d'ora, e infine iniziano con 50 minuti di ritardo rispetto a quanto previsto.
Nella prima fase i piloti però non trovano una pioggia forte, ma solo la pista bagnata tanto che affrontano il circuito con gomme intermedie. Il più rapido è ancora Nico Rosberg, che precede Lewis Hamilton e Sebastian Vettel (quest'ultimo però staccato di un secondo e mezzo dal primo). La sessione è stata sospesa a pochi istanti dal termine, con bandiera rossa, per un incidente a Marcus Ericsson, senza conseguenze però per il pilota. Vengono esclusi dalla Q2, oltre che il pilota svedese, anche Kamui Kobayashi, suo compagno alla Caterham, le due Marussia, Adrian Sutil e Pastor Maldonado.
Il ritorno della pioggia costringe i piloti a montare gomme da bagnato; tale scelta però non viene seguita dai piloti della Ferrari e da Valtteri Bottas. All'inizio della sessione Fernando Alonso, che procede lentamente a causa delle gomme intermedie, si tocca col russo della STR Daniil Kvjat: la vettura dello spagnolo subisce la rottura della sospensione anteriore sinistra. I meccanici della scuderia italiana sono però in grado di riparare immediatamente il danno e lo spagnolo può qualificarsi per la Q3. In questa fase il miglior tempo è per Hamilton, che precede Vettel e Rosberg. Rimangono esclusi dalla fase decisiva Kvjat, Esteban Gutiérrez, Felipe Massa, Sergio Pérez, Valtteri Bottas e Romain Grosjean.
Nella Q3 Lewis Hamilton conquista la pole position, la trentatreesima nel mondiale, che lo porta a eguagliare Jim Clark e Alain Prost. Il peggioramento delle condizioni meteorologiche nel corso della sessione non ha permesso a nessun altro pilota di fare meglio del britannico. In prima fila si è classificato Sebastian Vettel, mentre la seconda fila è conquistata da Nico Rosberg e Fernando Alonso.
I commissari hanno penalizzato Valtteri Bottas di tre posizioni per aver ostacolato Daniel Ricciardo durante le qualifiche. Tale manovra è costata a Bottas anche il depennamento di due punti sulla Superlicenza.

### Risultati
Nella sessione di qualifica si è avuta questa situazione:
| Pos                         | Nº | Pilota            | Costruttore             | Q1       | Q2       | Q3       | Griglia |
| --------------------------- | -- | ----------------- | ----------------------- | -------- | -------- | -------- | ------- |
| 1                           | 44 | Lewis Hamilton    | Mercedes                | 1'57"202 | 1'59"041 | 1'59"431 | 1       |
| 2                           | 1  | Sebastian Vettel  | Red Bull Racing-Renault | 1'57"654 | 1'59"399 | 1'59"486 | 2       |
| 3                           | 6  | Nico Rosberg      | Mercedes                | 1'57"183 | 1'59"445 | 2'00"050 | 3       |
| 4                           | 14 | Fernando Alonso   | Ferrari                 | 1'58"889 | 2'01"356 | 2'00"175 | 4       |
| 5                           | 3  | Daniel Ricciardo  | Red Bull Racing-Renault | 1'58"913 | 2'00"147 | 2'00"541 | 5       |
| 6                           | 7  | Kimi Räikkönen    | Ferrari                 | 1'59"257 | 2'01"532 | 2'01"218 | 6       |
| 7                           | 27 | Nico Hülkenberg   | Force India-Mercedes    | 1'58"883 | 2'00"839 | 2'01"712 | 7       |
| 8                           | 20 | Kevin Magnussen   | McLaren-Mercedes        | 2'00"358 | 2'02"094 | 2'02"213 | 8       |
| 9                           | 25 | Jean-Éric Vergne  | STR-Renault             | 2'01"689 | 2'02"096 | 2'03"078 | 9       |
| 10                          | 22 | Jenson Button     | McLaren-Mercedes        | 2'00"889 | 2'01"810 | 2'04"053 | 10      |
| 11                          | 26 | Daniil Kvjat      | STR-Renault             | 2'01"175 | 2'02"351 | N.D.     | 11      |
| 12                          | 21 | Esteban Gutiérrez | Sauber-Ferrari          | 2'01"134 | 2'02"369 | N.D.     | 12      |
| 13                          | 19 | Felipe Massa      | Williams-Mercedes       | 2'00"047 | 2'02"460 | N.D.     | 13      |
| 14                          | 11 | Sergio Pérez      | Force India-Mercedes    | 2'00"076 | 2'02"511 | N.D.     | 14      |
| 15                          | 77 | Valtteri Bottas   | Williams-Mercedes       | 1'59"709 | 2'02"756 | N.D.     | 18      |
| 16                          | 8  | Romain Grosjean   | Lotus-Renault           | 2'00"202 | 2'02"885 | N.D.     | 15      |
| 17                          | 13 | Pastor Maldonado  | Lotus-Renault           | 2'02"074 | N.D.     | N.D.     | 16      |
| 18                          | 99 | Adrian Sutil      | Sauber-Ferrari          | 2'02"131 | N.D.     | N.D.     | 17      |
| 19                          | 17 | Jules Bianchi     | Marussia-Ferrari        | 2'02"702 | N.D.     | N.D.     | 19      |
| 20                          | 10 | Kamui Kobayashi   | Caterham-Renault        | 2'03"595 | N.D.     | N.D.     | 20      |
| 21                          | 4  | Max Chilton       | Marussia-Ferrari        | 2'04"388 | N.D.     | N.D.     | 21      |
| 22                          | 9  | Marcus Ericsson   | Caterham-Renault        | 2'04"407 | N.D.     | N.D.     | 22      |
| Tempo limite 107%: 2'05"385 |    |                   |                         |          |          |          |         |

In grassetto sono indicate le migliori prestazioni in Q1, Q2 e Q3.

## Gara

### Resoconto
Sergio Pérez non prende parte alla gara per un problema tecnico alla sua Force India.
Al via, con pista asciutta, Lewis Hamilton precede Nico Rosberg: il duo della Mercedes, è seguito da Daniel Ricciardo, Sebastian Vettel, Fernando Alonso e Nico Hülkenberg. Subito dietro Kimi Räikkönen fora una gomma ed è costretto ai box. Al quarto giro Vettel passa il suo compagno di team Ricciardo e si pone alle spalle delle due Mercedes.
Al giro nove Kevin Magnussen è costretto a fermarsi ai box per sostituire il musetto della sua McLaren, danneggiato dal contatto con Räikkönen a inizio gara. Per questo contatto il danese è penalizzato di 5 secondi, da scontarsi nel successivo pit stop. Due giri dopo va al cambio gomme Alonso, seguito al giro 12 da Ricciardo. L'australiano, all'uscita dai box, precede di poco lo spagnolo. Tra il giro 13 e il giro 15 vanno al cambio gomme anche i primi tre della graduatoria. Lewis Hamilton rientra in pista dietro a Hülkenberg, che non ha ancora effettuato il cambio gomme, e riesce a passarlo dopo poche curve.
Tra il 27º e il 32º giro si effettuano le seconde soste per tutti i piloti nella parte alta della classifica. La classifica resta di fatto immutata. Sulla pista cadono poche gocce di pioggia che non costringono i piloti a montare gomme da bagnato. Sebastian Vettel si avvicina nel frattempo a due secondi da Nico Rosberg.
Al giro 40 Daniel Ricciardo effettua il terzo cambio gomme: il team lo rimanda in pista con la gomma anteriore sinistra non bene fissata, tanto che il pilota si ferma immediatamente nella corsia dei box e viene riportato dai meccanici verso la sua piazzola di sosta. L'australiano riparte così nelle retrovie. Inoltre sulla sua vettura si piega, poco dopo, l'alettone anteriore, che rovina nuovamente gli pneumatici. Al giro 42 terzo cambio gomme per Alonso, che rientra in pista dietro a Nico Hülkenberg.
Al giro 49 terzo cambio anche per Vettel, che rientra in pista poco davanti allo stesso Hülkenberg; nei giri seguenti terzo cambio gomme anche per le due Mercedes. Al giro 52, Alonso passa Nico Hülkenberg e si pone quarto.
Lewis Hamilton vince, ottenendo il suo primo Grand Chelem della carriera (pole position, giro più veloce, vittoria rimanendo in testa tutta la gara). Precede Nico Rosberg, Sebastian Vettel e Fernando Alonso. Per la Mercedes è la prima doppietta dal Gran Premio d'Italia 1955. Il numero 44, utilizzato da Hamilton, non otteneva una vittoria dal Gran Premio di Monaco 1955, con Maurice Trintignant.

### Risultati
I risultati del Gran Premio sono i seguenti:
| Pos | Nº | Pilota            | Costruttore             | Giri | Tempo/Ritiro       | Griglia | Punti |
| --- | -- | ----------------- | ----------------------- | ---- | ------------------ | ------- | ----- |
| 1   | 44 | Lewis Hamilton    | Mercedes                | 56   | 1h40'25"974        | 1       | 25    |
| 2   | 6  | Nico Rosberg      | Mercedes                | 56   | +17"313            | 3       | 18    |
| 3   | 1  | Sebastian Vettel  | Red Bull Racing-Renault | 56   | +24"534            | 2       | 15    |
| 4   | 14 | Fernando Alonso   | Ferrari                 | 56   | +35"992            | 4       | 12    |
| 5   | 27 | Nico Hülkenberg   | Force India-Mercedes    | 56   | +47"199            | 7       | 10    |
| 6   | 22 | Jenson Button     | McLaren-Mercedes        | 56   | +1'23"691          | 10      | 8     |
| 7   | 19 | Felipe Massa      | Williams-Mercedes       | 56   | +1'25"076          | 13      | 6     |
| 8   | 77 | Valtteri Bottas   | Williams-Mercedes       | 56   | +1'25"537          | 18      | 4     |
| 9   | 20 | Kevin Magnussen   | McLaren-Mercedes        | 55   | +1 giro            | 8       | 2     |
| 10  | 26 | Daniil Kvjat      | STR-Renault             | 55   | +1 giro            | 11      | 1     |
| 11  | 8  | Romain Grosjean   | Lotus-Renault           | 55   | +1 giro            | 15      |       |
| 12  | 7  | Kimi Räikkönen    | Ferrari                 | 55   | +1 giro            | 6       |       |
| 13  | 10 | Kamui Kobayashi   | Caterham-Renault        | 55   | +1 giro            | 20      |       |
| 14  | 9  | Marcus Ericsson   | Caterham-Renault        | 54   | +2 giri            | 22      |       |
| 15  | 4  | Max Chilton       | Marussia-Ferrari        | 54   | +2 giri            | 21      |       |
| Rit | 3  | Daniel Ricciardo  | Red Bull Racing-Renault | 49   | Alettone anteriore | 5       |       |
| Rit | 21 | Esteban Gutiérrez | Sauber-Ferrari          | 35   | Cambio             | 12      |       |
| Rit | 99 | Adrian Sutil      | Sauber-Ferrari          | 32   | Power unit         | 17      |       |
| Rit | 25 | Jean-Éric Vergne  | STR-Renault             | 18   | Turbo              | 9       |       |
| Rit | 17 | Jules Bianchi     | Marussia-Ferrari        | 8    | Freni              | 19      |       |
| Rit | 13 | Pastor Maldonado  | Lotus-Renault           | 7    | Power unit         | 16      |       |
| NP  | 11 | Sergio Pérez      | Force India-Mercedes    | 0    | Cambio             | 14      |       |

## Classifiche mondiali

### Piloti
| Pos | Pilota           | Punti |
| --- | ---------------- | ----- |
| 1   | Nico Rosberg     | 43    |
| 2   | Lewis Hamilton   | 25    |
| 3   | Fernando Alonso  | 24    |
| 4   | Jenson Button    | 23    |
| 5   | Kevin Magnussen  | 20    |
| 6   | Nico Hülkenberg  | 18    |
| 7   | Sebastian Vettel | 15    |
| 8   | Valtteri Bottas  | 14    |
| 9   | Kimi Räikkönen   | 6     |
| 10  | Felipe Massa     | 6     |
| 11  | Jean-Éric Vergne | 4     |
| 12  | Daniil Kvjat     | 3     |
| 13  | Sergio Pérez     | 1     |

### Costruttori
| Pos | Costruttore             | Punti |
| --- | ----------------------- | ----- |
| 1   | Mercedes                | 68    |
| 2   | McLaren-Mercedes        | 43    |
| 3   | Ferrari                 | 30    |
| 4   | Williams-Mercedes       | 20    |
| 5   | Force India-Mercedes    | 19    |
| 6   | Red Bull Racing-Renault | 15    |
| 7   | STR-Renault             | 7     |

## Decisioni della FIA
Al termine della gara, Daniel Ricciardo, pilota della Red Bull, viene penalizzato di dieci posizioni sulla griglia di partenza del prossimo Gran Premio del Bahrein, in quanto, durante la gara, è stato rimandato in pista senza che gli pneumatici fossero fissati correttamente.
Kevin Magnussen e Jules Bianchi subiscono una decurtazione di due punti sulla Superlicenza per aver causato un incidente.